# گمینا ویانزوونا
گمینا ویانزوونا (به لهستانی:  Gmina Wiązowna) یک گمینا در لهستان است که در شهرستان اوتووتسک واقع شده‌است. گمینا ویانزوونا ۱۰۲٫۱۲ کیلومتر مربع مساحت و ۹٬۸۹۰ نفر جمعیت دارد.